# الموسطة (إب)

تعديل مصدري - تعديل

الموسطة محلة تابعة لقرية الدقيقة، التابعة لعزلة بلادشار بمديرية إب إحدى مديريات محافظة إب في الجمهورية اليمنية، بلغ تعداد سكانها 219 حسب تعداد اليمن لعام 2004.